# Kata Dobó

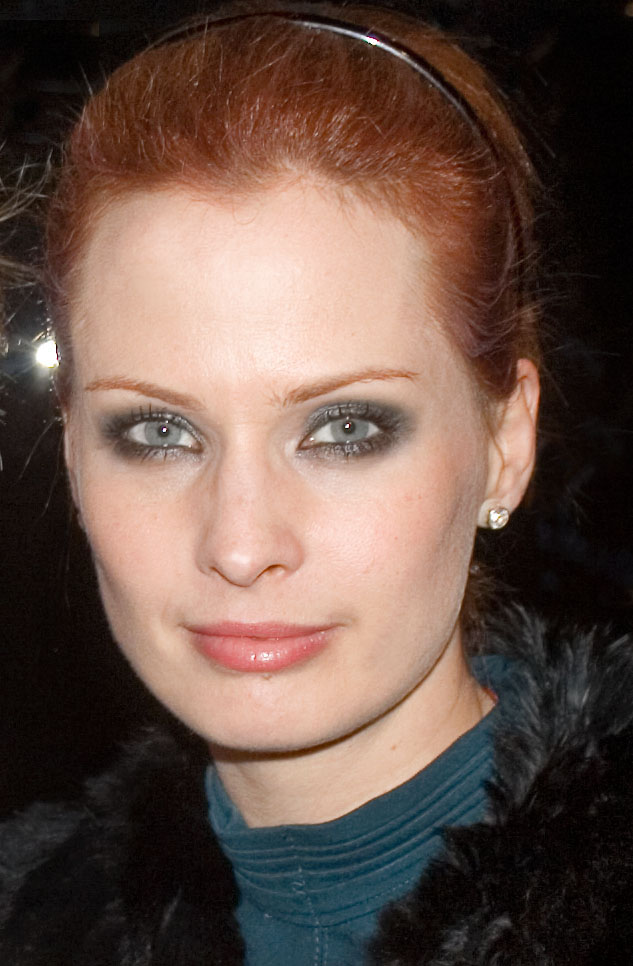
Kata Dobó (2011)

Kata Dobó (anhörenⓘ; * 25. Februar 1974 in Budapest, Ungarn als Katalin Kovács) ist eine ungarische Schauspielerin.

## Leben
Kata Dobó wurde als Katalin Kovács geboren. Sie studierte Schauspiel an der Budapester Filmhochschule Színház- és Filmművészeti Egyetem. 1999 wanderte sie gemeinsam mit ihrer Schwester Réka Kovács in die USA ein. Mit weiterem Schauspielunterricht in Los Angeles spielte sie fortan in Filmen wie Rollerball (2002), Basic Instinct – Neues Spiel für Catherine Tramell und Blood and Chocolate kleinere Nebenrollen und in großen ungarischen Produktionen wie Just Sex … and Nothing Else und Children of Glory Hauptrollen.
Von 1997 bis 1998 war sie mit dem ungarischen Schauspieler Dávid Vermes verheiratet. Mit dem ungarisch-US-amerikanischen Filmproduzenten Andrew G. Vajna war sie von 1999 bis 2006 liiert. Seit 2008 ist sie mit dem Musiker Gulyás Levente liiert, mit dem sie seit 2012 ein Kind hat.

## Filmografie (Auswahl)
- 1997: Der ganz normale Wahnsinn (A miniszter félrelép)
- 1999: Europa Express (Európa expressz)
- 2001: 15 Minuten Ruhm (15 Minutes)
- 2001: Ein amerikanischer Traum (An American Rhapsody)
- 2002: Rollerball
- 2003: Detention – Die Lektion heißt Überleben! (Detention)
- 2003: Out For A Kill: Tong Tatoos – Das Tor zur Hölle (Out for a Kill)
- 2005: Just Sex … and Nothing Else (Csak szex és más semmi)
- 2006: Basic Instinct – Neues Spiel für Catherine Tramell (Basic Instinct 2)
- 2006: Children of Glory (Szabadság, szerelem)
- 2007: Blood and Chocolate
- 2011: Silent Witness (Fernsehserie, 2 Folgen)